# Fagraea wallichiana
Fagraea wallichiana là một loài thực vật có hoa trong họ Long đởm. Loài này được Benth. mô tả khoa học đầu tiên năm 1857.